# Przemęczany (gromada)
Przemęczany (do 30 XII 1961 Radziemice) – dawna gromada, czyli najmniejsza jednostka podziału terytorialnego Polskiej Rzeczypospolitej Ludowej w latach 1954–1972.
Gromady, z gromadzkimi radami narodowymi (GRN) jako organami władzy najniższego stopnia na wsi, funkcjonowały od reformy reorganizującej administrację wiejską przeprowadzonej jesienią 1954 do momentu ich zniesienia z dniem 1 stycznia 1973, tym samym wypierając organizację gminną w latach 1954–1972.
Gromadę Przemęczany z siedzibą GRN w Przemęczanach utworzono 31 grudnia 1961 roku w powiecie proszowickim w woj. krakowskim w związku z przeniesieniem siedziby GRN gromady Radziemice z Radziemic do Przemęczan i przemianowaniem jednostki na gromada Przemęczany; równocześnie do gromady Przemęczany przyłączono obszar zniesionej gromady Smoniowice.
W kwietniu 1969 dla gromady ustalono 18 członków gromadzkiej rady narodowej. 1 stycznia 1970 gromada składała się ze wsi: Błogocice, Dodów, Kaczowice, Lelowice, Przemęczany, Przemęczanki, Radziemice, Smoniowice, Wola Gruszowska, Wrocimowice i Zielenice.
Gromada przetrwała do końca 1972 roku, czyli do kolejnej reformy gminnej.